# Tukidydes

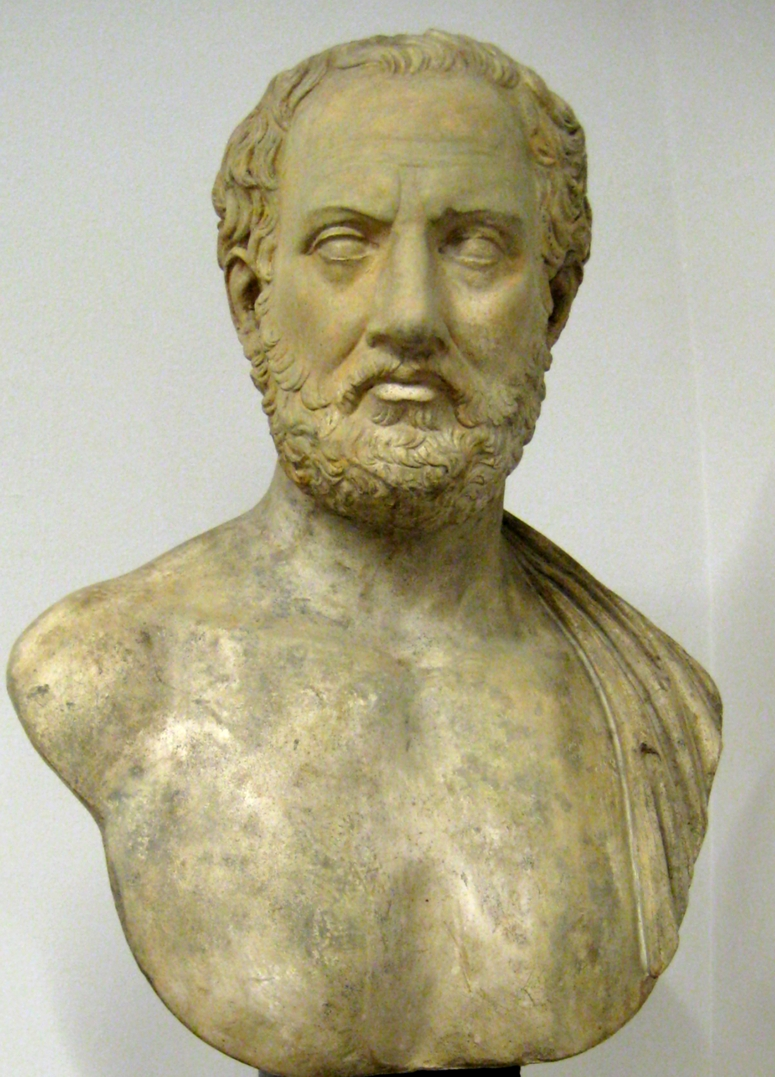
Tukidydes

Tukidydes z Aten (gr. Θουκυδίδης ὁ Ἀθηναῖος Thukydides ho Athenaios; ur. między 471 a 460 p.n.e., zm. między 404 a 393 p.n.e.) – grecki historyk, autor monografii Wojna peloponeska.

## Życiorys
Pochodził z zamożnej rodziny arystokratycznej (posiadał prawo do zarządzania kopalnią), był synem Olorosa z Tracji. W czasie wojny peloponeskiej był od 424 p.n.e. strategiem na wyspie Tazos. Gdy nie udało mu się na czas dotrzeć z odsieczą do Amfipolis, udał się na dobrowolne wygnanie na okres 20 lat. Do Aten wrócił po wojnie. Nie można dokładnie określić daty jego śmierci, ale zwrócono uwagę, że Tukidydes wspomina, że oglądał pozostałości murów łączących Ateny z Pireusem, które zostały zburzone przez Lizandra w 404 roku p.n.e., natomiast nie pisze nic o ich odbudowie w 393 roku p.n.e., stąd wniosek, że jego śmierć musiała nastąpić między tymi wydarzeniami.
Dziełem jego życia jest monografia Wojna peloponeska, która opisywała jej dzieje do roku 411 p.n.e. Pisząc o tej wojnie, koncentrował się wyłącznie na przebiegu konfliktu, który relacjonował rok po roku; chciał jak najwierniej przedstawić wydarzenia współczesne sobie. W przeciwieństwie do Herodota, Tukidydesa nie interesowała geografia i etnografia. Pisał swoje dzieło z myślą o przyszłych politykach, którzy dzięki znajomości minionych lat będą wiedzieli, jak później postąpić w podobny sposób. Jego dzieło było pilnie czytywane w starożytności, potem, na skutek upadku cesarstwa rzymskiego i związanej z tym ruiny cywilizacyjnej, zostało zapomniane na Zachodzie. Jego znajomość przetrwała za to w Cesarstwie Bizantyjskim. W XV wieku, na skutek napływu uciekinierów ze zdobytego przez Turków Konstantynopola, pojawiło się we Florencji i Wenecji, następnie zostało przetłumaczone na łacinę i wydane drukiem w roku 1502.
W swoim dziele Tukidydes w nowatorski sposób podszedł do problemu religii, odrzucając bezpośrednią ingerencję bogów w historię. 
Innym ważnym elementem, który można dostrzec w jego twórczości jest zastosowanie przez Tukidydesa metody wnioskowania o przeszłości na podstawie pozostałości we współczesnym mu świecie. Tekst cechuje również dbałość o obiektywizm i krytyczne podejście do źródeł, z których autor czerpie wiedzę. Wszystkie te elementy stały się kamieniem milowym na drodze do naukowego sposobu przedstawiania historii.
Wojna peloponeska jest cennym źródłem historycznym, miała też duży wkład we współczesną historiografię.